# Maciej Mazur (rysownik)
Maciej Mazur (ur. 1 stycznia 1971 w Mielcu) – polski grafik, ilustrator, malarz, rysownik i autor komiksów.

## Życiorys
Pierwsze rysunki opublikował w 1988 w tygodniku „Odrodzenie”. Debiut komiksowy w 1992 w czasopiśmie „Świat Młodych” – komiks „Straszny John i jego banda” (scenariusz Jarosław Jarosz). Publikował w „Czasie Komiksu”, „Świecie Komiksu”, „Krakersie”, „AQQ”, „Super Expresie”, „Gazecie Wyborczej”, „Rzeczpospolitej”, „Newsweeku”, „Nowinach”, „Super Nowościach”, „Korso”, „Metropolu”, ”Echu Dnia”, „Super Komiksie”, „Gilotynie”, „Twoim Weekendzie”, „Chichocie”, „Fenixie”, „Czerwonym Karle”, „Komiks Forum”, „DD Reporterze”, „Mix Komixie”.
Autor rysunków do komiksów „Przymierze pajęczej nici” (scen. Wojciech Birek, „Czas Komiksu”), „Urwisko” (scen. W.Birek – Czas Komiksu), „Kapliczka” (scen. Witold Tkaczyk, Antologia 11/11), albumu „Włócznia Ottona” (scen. Wojciech Birek, wyd. Mandragora). Autorskie albumy „Rechot – Nie bój żaby”, „Striptiz, czyli prasa u podstaw” – wyd. A.I.R. Press.
Ilustrator i dyrektor artystyczny magazynu „Kapitan Muzyczka”, ilustrator magazynu „Świat Przygód z Hugo”.
Współpracował jako projektant i ilustrator z sieciowymi agencjami reklamowymi (G7, Ogilvy, Saatchi, McCann Erickson).
Ilustrator (a sporadycznie i autor tekstów) książeczek dla dzieci. Ponad 20 opublikowanych tytułów, m.in. „Mam na imię Mruczuś”, „Nazywam się Burasek”, „Dzień na wsi”, „Ciekawski kotek”, „Kurczakowe rachowanie”.
Twórca opracowania graficznego audiobooka „Miłek z Czarnego Lasu” Romualda Pawlaka, audiobooka „Dziedzictwo Orła Białego” Juliana E. Kulskiego, książki „Kalendarz EasyRidera”, kasety i płyty zespołu Last Zgredas „Too late?” EP (mini albumu) „LastZgredas”.
Otrzymał nagrody i wyróżnienia na festiwalach Komiksu w Łodzi, Festiwalu Rysunku „Złoty Kaktus” w Sieradzu.
Brał udział w wielu wystawach ogólnopolskich (indywidualnych, jak i zbiorowych) oraz we Francji, Portugalii i Włoszech.
Maciej Mazur udziela się również jako muzyk-gitarzysta. Był założycielem grup Saligia i Zelig, dla których tworzył muzykę i teksty – w 1996 zespół zarejestrował niewydany materiał „Zaklinacz”. Był członkiem zespół Horrendum, Idyl i Last Zgredas, gitarzystą, kompozytorem i autorem tekstów w zespole Fleurs. Współpracuje też z zespołem Neonovi (teksty).